# Sportjahr 1860
Liste der Sportjahre

◄◄ | ◄ | 1856 | 1857 | 1858 | 1859 | Sportjahr 1860 | 1861 | 1862 | 1863 | 1864 | ► | ►►

Weitere Ereignisse
Das Sportjahr 1860 ist in Deutschland ein Jahr der Turner. Rund zehn Jahre nachdem die meisten Turnvereine wegen „revolutionärer Tendenzen“ verboten wurden, werden in ganz Deutschland zahlreiche dieser Vereine (neu) gegründet. Das erste Deutsche Turnfest in Coburg gibt dieser Entwicklung einen zusätzlichen Impuls.
In der Schweiz kommt es in diesem Jahr zur Gründung des vermutlich ersten Fußballvereins in Kontinentaleuropa und im englischen Prestwick findet das erste Open Championship im Golf statt.
| Chronologie  | Chronologie                                                                                       |
| ------------ | ------------------------------------------------------------------------------------------------- |
| 31. März     | Cambridge gewinnt das Boat Race gegen Oxford.                                                     |
| 17. April    | In Farnborough findet ein illegaler Boxkampf mit bloßen Fäusten statt.                            |
| 1. Mai       | In Travemünde wird der Turnverein MTV Travemünde gegründet.                                       |
| 17. Mai      | In München wird der 1849 verbotene Turnverein neu gegründet.                                      |
| 26. Mai      | In Fürth wird ein Turnverein gegründet.                                                           |
| 4. Juni      | Die Turngemeinde Bornheim wird gegründet.                                                         |
| 16.–19. Juni | In Coburg wird das erste Deutsche Turnfest abgehalten.                                            |
| 19. Juni     | Der 1852 verbotene Bochumer Turnverein wird neu gegründet.                                        |
| 27. Juni     | Das Pferderennen Queen's Plate in Kanada wird erstmals durchgeführt.                              |
| 15. Juli     | Erstmals seit dem Verbot 1849 wird wieder ein Feldbergfest abgehalten.                            |
| 17. Juli     | Der Akademische Turnverein zu Berlin wird gegründet.                                              |
| 17. Juli     | In Hagen wird die Hagener Turnerschaft gegründet.                                                 |
| 28. Juli     | In Marburg wird ein Turnverein gegründet.                                                         |
| 8. August    | Der Grande Casse im Vanoise-Massiv wird erstmals bestiegen.                                       |
| 9. August    | Der Schweizer Bergführer Melchior Anderegg besteigt als erster Mensch den Alphubel.               |
| 17. August   | In Stralsund wird der Turn- und Sport-Verein Stralsund gegründet.                                 |
| 27. August   | Melchior Anderegg und Leslie Stephen besteigen als erste das Blüemlisalphorn.                     |
| 4. September | Der Gran Paradiso in den Grajischen Alpen wird erstmals bestiegen.                                |
| 4. September | Der Fußballverein FC Hallam wird gegründet.                                                       |
| 5. September | Der Turnverein Lich wird gegründet.                                                               |
| 17. Oktober  | In Prestwick wird The Open Championship im Golf ins Leben gerufen.                                |
| 20. Oktober  | In Rosenheim wird eine Turnerfeuerwehr gegründet.                                                 |
| 9. November  | Der Turnverein der Cigarrenarbeiter Hanau wird gegründet.                                         |
| 26. Dezember | In Sheffield findet das erste Fußballspiel zwischen zwei Vereinen nach den Sheffield Rules statt. |

## Ereignisse

### Turnen

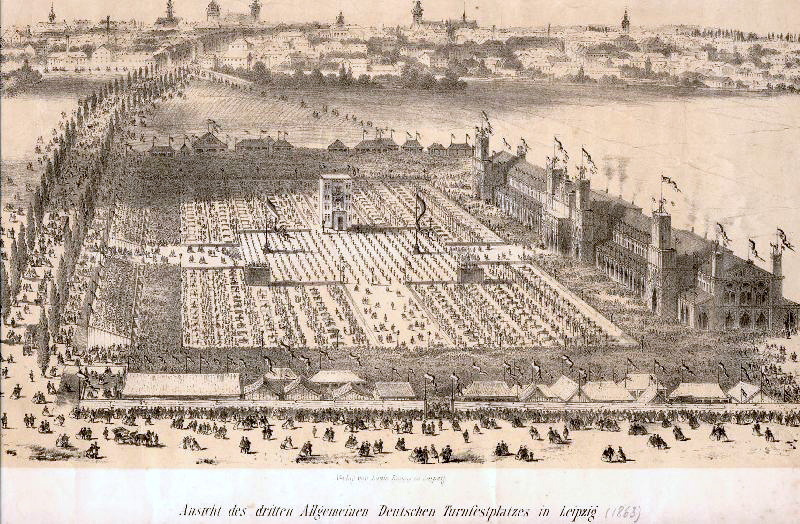
Das dritte Turnfest 1863 in Leipzig

In Coburg wird am 16. Juni das erste Deutsche Turnfest eröffnet, eine Zusammenkunft aller deutschen Turner, die bis zum 19. Juni andauert. Diese Veranstaltung wird in unregelmäßigen Abständen an wechselnden Orten bis heute durchgeführt. Einen Monat später, am 15. Juli, wird auf dem Großen Feldberg im Taunus auch wieder ein Feldbergfest abgehalten. Dieses älteste Bergturnfest Deutschlands ist im Jahr 1849 von den Behörden verboten worden. Die Turnfeste haben ursprünglich nicht nur einen sportlichen Hintergrund. Im Geiste des 1852 verstorbenen „Turnvaters“ Friedrich Ludwig Jahn sollen alle Turner immer nach der Einheit Deutschlands streben. In diesem Sinn sind die Turnfeste auch politische Veranstaltungen.
Nachdem der am 15. Juli 1848 gegründete Münchner Turnverein bereits ein Jahr später wegen „republikanischer Umtriebe“ verboten worden ist, wird er am 17. Mai von Ludwig Schitler, Max Deiglmaier, Franz Pfeifer, Joseph Böcklein und Johann Lautenhammer neu gegründet, offiziell unter der Bezeichnung „Verein zur körperlichen Ausbildung“, um dem Turnverein seinen politischen Beigeschmack für die Behörden zu nehmen. Der heutige TSV 1860 München ist hauptsächlich für seine 1899 gegründete Fußballabteilung bekannt. Bereits am 1. Mai ist in Travemünde der MTV Travemünde gegründet worden. Und auch in vielen anderen deutschen Städten werden im Laufe des Jahres Turnvereine (neu) gegründet, eine Entwicklung, die durch die Abhaltung des ersten deutschen Turnfestes noch verstärkt wird. Die körperliche Ertüchtigung in Turnvereinen ist zu dieser Zeit jedoch ausschließlich für Männer zugänglich.

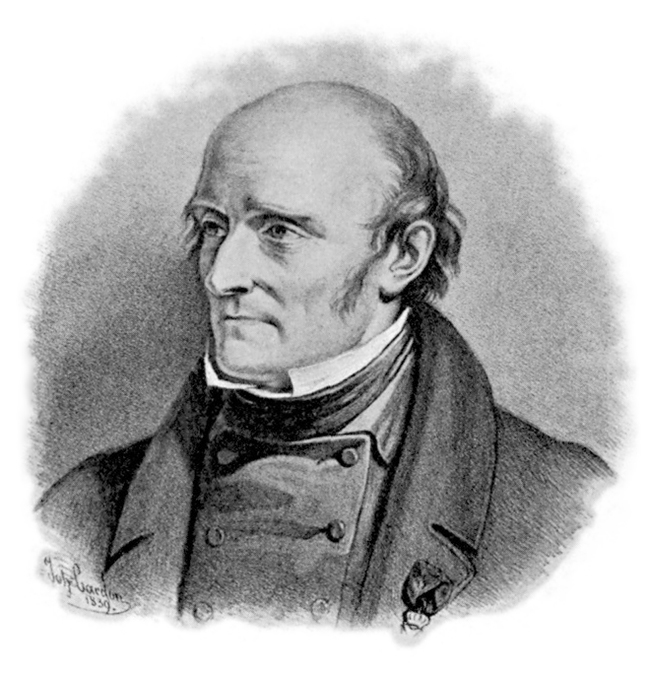
Pehr Henrik Ling († 1839)

In Preußen kommt es zum sogenannten „Barrenstreit“. Die Königliche Central-Turnanstalt unter Direktor Hugo Rothstein schafft das Gerätturnen an den Schulen ab und ersetzt es durch die von Pehr Henrik Ling entworfene Schwedische Gymnastik. Die Anhänger von Turnvater Jahn, allen voran Carl Philipp Euler, der in diesem Jahr Mitglied der Turnanstalt wird, bekämpfen diese Maßnahme vehement und fordern insbesondere die Wiedereinführung von Reck und Barren. Beide Seiten werden von zahlreichen ärztlichen und akademischen Gutachten unterstützt.

### Australian Football

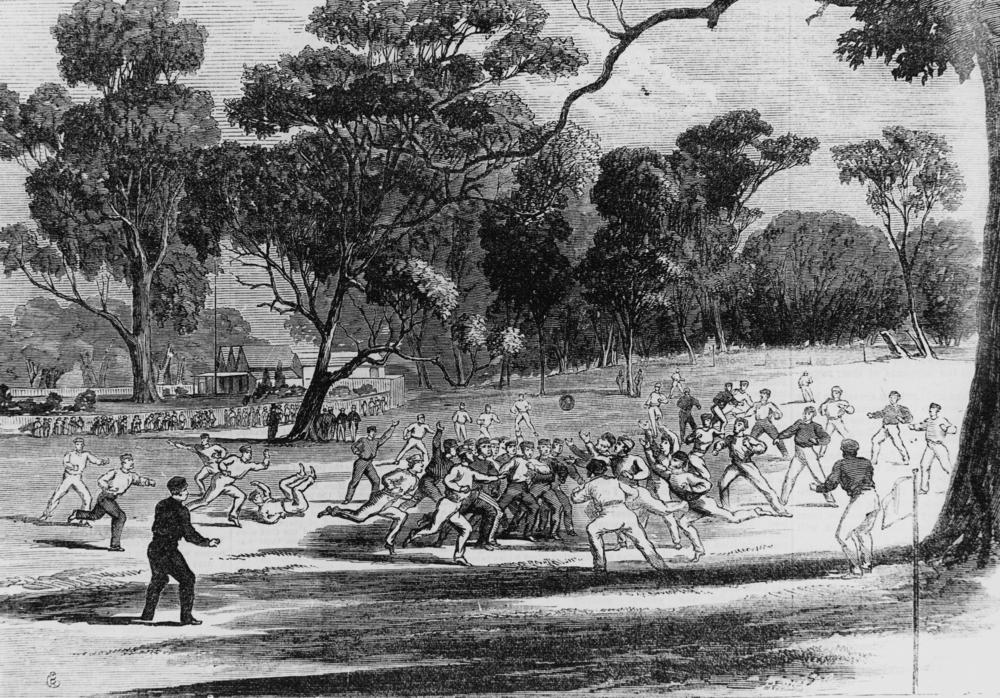
Australian Football in den 1860ern. (Holzschnitt von Robert Bruce, 1866)

Bei einem Vereinstreffen des im Vorjahr gegründeten Melbourne Football Club werden die Regeln des Australian Football weiter ausgearbeitet und verfeinert.

### Badminton
- Isaac Spratt beschreibt detailliert die aktuelle Situation im Badmintonsport in seinem Sachbuch Badminton Battledore.

### Baseball
Der Excelsior Base Ball Club of Brooklyn macht, angeführt von Jim Creighton, eine berühmte Tour durch den US-Bundesstaat New York und in größere Städte der angrenzenden Bundesstaaten.
- Der Baseball-Verein Philadelphia Athletics wird gegründet.

### Bergsteigen

#### Liste der Erstbesteigungen 1860
| Name des Berges | Höhe (m) | Region                          | Datum der Erstbesteigung | Erstbesteiger                                                                                       |
| --------------- | -------- | ------------------------------- | ------------------------ | --------------------------------------------------------------------------------------------------- |
| Grande Casse    | 3.855    | Vanoise-Massiv, Grajische Alpen | 8. August                | William Mathews / Michel Croz und E. Favre                                                          |
| Alphubel        | 4.206    | Walliser Alpen                  | 9. August                | Führer Melchior Anderegg und Peter Perren mit T.W. Hinchliff und Leslie Stephen                     |
| Blüemlisalphorn | 3.664    | Berner Alpen                    | 27. August               | Führer Melchior Anderegg, Fritz Ogi und P. Simond mit Robert Liveing, Leslie Stephen und J.K. Stone |
| Gran Paradiso   | 4.061    | Aostatal, Grajische Alpen       | 4. September             | Michel-Clément Payot, Jean Tairraz, John Jeremy Cowell, W. Dundas                                   |

### Boxen

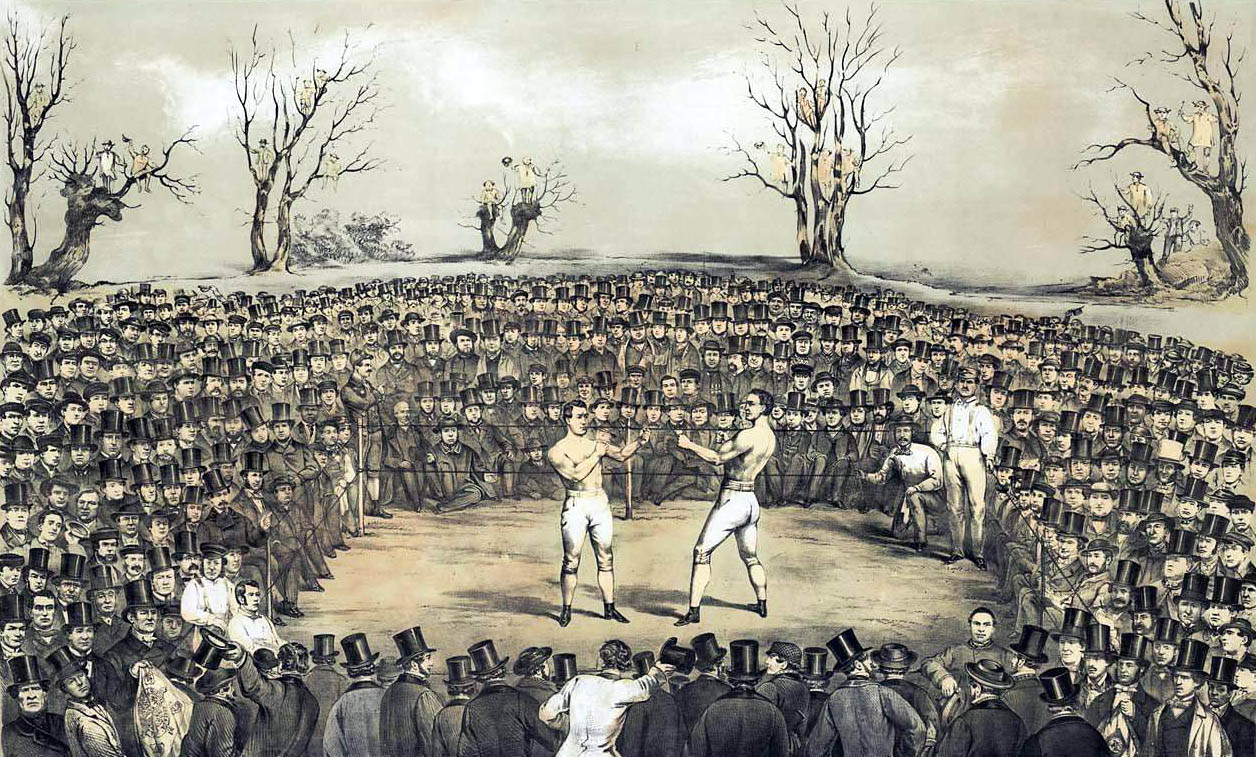
Der Kampf zwischen Sayers und Heenan, gemalt von Ex-Boxer Jem Ward

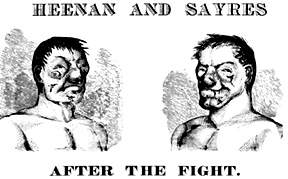
Die beiden Boxer nach dem Kampf

Am 17. April kommt es bei Farnborough, Hampshire, zu einem Aufsehen erregenden, illegalen Boxkampf nach den London Prize Ring Rules mit bloßen Fäusten zwischen dem 33-jährigen, inoffiziellen englischen Schwergewichtsmeister Thomas Sayers und dem sieben Jahre jüngeren, dazu größeren und schwereren Amerikaner John Carmel Heenan. Nach insgesamt 37 Runden in ca. 140 Minuten stürmen Zuschauer den Ring, der Kampf wird als unentschieden gewertet – beide erhalten einen Gürtel, aber nur Heenan nennt sich in der Folge Boxweltmeister bzw. englischer Meister im Schwergewicht. Im Folgejahr wird als Reaktion auf diesen Kampf in Großbritannien der Anti Prize Fight Act erlassen, der diese Veranstaltungen praktisch beendet, sehr zum Bedauern auch höherer englischer Gesellschaftsschichten.
Sayers erklärt kurze Zeit nach dem Kampf seinen Rücktritt vom Boxsport. Am 5. November kommt es zu einem Kampf um den vakanten Titel des englischen Schwergewichts-Champions zwischen Tom Paddock und Sam Hurst, den letzterer in nur fünf Runden für sich entscheidet.

### Cricket, Hockey und Fußball
Englische Studenten, die an Privatschulen in Lausanne in der Schweiz studieren, gründen den vermutlich ersten Fußballklub im Kontinentaleuropa, den Lausanne Football and Cricket Club. Da das Regelwerk zum Assoziationsfußball erst 1863 entstehen wird, ist unklar, welche Form von Fußball zu diesem Zeitpunkt in Lausanne gespielt wird.
In Sheffield in England wird nach dem FC Sheffield von 1857 ein zweiter Fußballclub gegründet, der FC Hallam. Am 26. Dezember kommt es zwischen diesen beiden Mannschaften zum ersten Match nach den 1858 entwickelten Sheffield-Regeln, das vom FC Sheffield mit 2:0 gewonnen wird. Einem Spielbericht im Sheffield Daily Telegraph zufolge stehen sich dabei 16 Spieler von Sheffield und 16 Spieler von Hallam gegenüber.
Im walisischen Oswestry wird Oswestry United gegründet, einer der ältesten Fußballvereine der Welt.
Im englischen Blackheath wird auf Basis der 1852 niedergelegten Spielregeln der erste Hockey-Verein gegründet.

### Golf

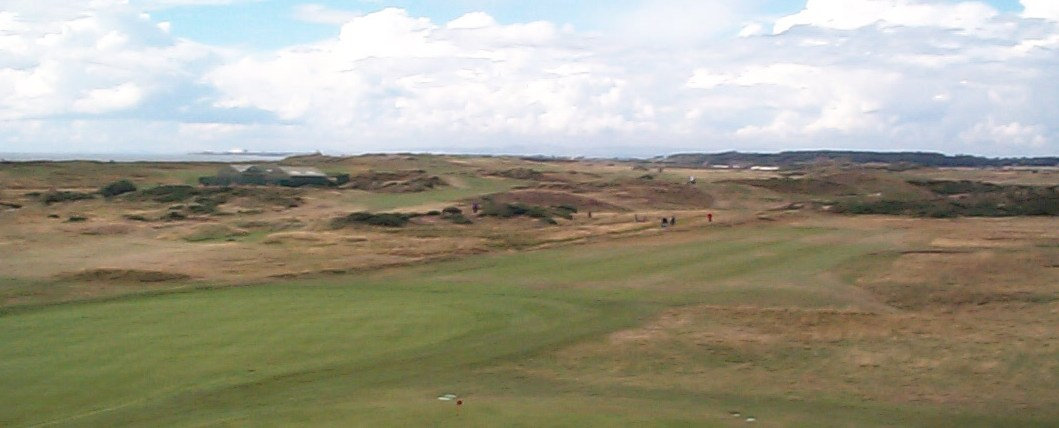
Der Prestwick-Golf-Course

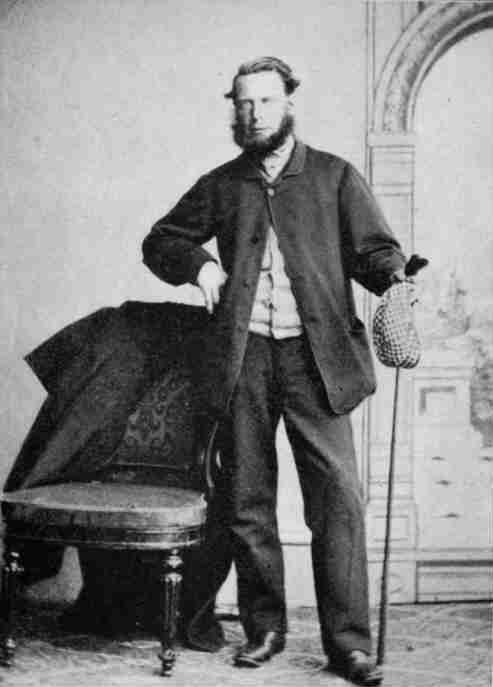
Old Tom Morris 1860

In Prestwick, Schottland, wird The Open Championship, das älteste, heute noch gespielte Golfturnier ins Leben gerufen. Die Idee einer offenen Meisterschaft auf jährlich wechselnden Kursen ist erstmals 1856 aufgetaucht. Mangels Unterstützung aus anderen Clubs wagt Prestwick unter dem Einfluss von Tom Morris, dem Greenkeeper des Platzes, jedoch den Start allein. Am 17. Oktober werden die ersten vom Earl of Eglinton und Oberst James Fairlie durchgeführten Titelkämpfe ausgetragen. Die acht führenden Spieler der Zeit, ausschließlich Schotten, spielen an einem Tag drei Runden des 12-Loch-Platzes in Prestwick im Südwesten Schottlands. Willie Park Sr. gewinnt mit 174 Schlägen den ersten Titel und besiegt damit den favorisierten Tom Morris mit zwei Schlägen Vorsprung. Er darf den Championship-Gürtel für ein Jahr behalten, Preisgeld wird keines ausbezahlt.

### Leichtathletik / Rasenkraftsport
- Die bis heute gültigen Maße und Gewichte für das Kugelstoßen werden verbindlich festgelegt.
- Auf dem Deutschen Turnfest in Coburg wird das Steinstoßen als Sportart vorgestellt.

### Pferderennen
- Queen's Plate, Kanadas ältestes Pferderennen für Vollblüter, wird am 27. Juni erstmals durchgeführt. Das Preisgeld von 50 Guineen wird von Königin Victoria persönlich überreicht.
- „Emilius“ gewinnt das 27. Union-Rennen auf dem Tempelhofer Feld.

### Rudern
Cambridge gewinnt am 31. März das 17. Boat Race gegen Oxford in 26′05″.
Am 24. Juli wird in Worcester zum vierten Mal die Harvard-Yale-Regatta nach dem Vorbild des Boat Race abgehalten. Harvard gewinnt die Veranstaltung mit einer Zeit von 18′53″ bereits zum vierten Mal gegen die Mannschaft aus Yale.
Der First Trinity Boat Club gewinnt den Grand Challenge Cup der Henley Royal Regatta in London.

### Schach
Félix Sicre gewinnt die erstmals ausgetragene kubanische Schachmeisterschaft.

### Skilauf
Der Norweger Sondre Norheim aus Morgedal in der Provinz Telemark springt bei einer regionalen Skilaufveranstaltung angeblich 30,5 Meter weit. Er verwendet für den Skisprungbewerb eine eigens von ihm entworfene Bindung, die die Gefahr des Verlustes eines Skis während der Fahrt reduziert, und springt in einer von ihm entwickelten Technik. Die Weite, die allerdings unbestätigt bleibt, wird in den folgenden 33 Jahren nicht übertroffen.

### Vorläufer der Olympischen Spiele
In Much Wenlock (Shropshire, England) wird die Wenlock Olympian Society gegründet.

## Geboren
- 12. Januar: Louis Dutfoy, französischer Sportschütze († 1904)

- 04. Februar: Jackson Whipps Showalter, US-amerikanischer Schachspieler († 1935)
- 17. Februar: Tom Seeberg, norwegischer Sportschütze († 1938)
- 25. Februar: Thomas Robertson-Aikman, britischer Curlingspieler und Sportfunktionär († 1948)
- 28. Februar: Basil Spalding de Garmendia, US-amerikanischer Tennis-, Rackets-, Golf- und Polospieler († 1932)

- 04. März: Giuseppe Loretz, italienischer Radrennfahrer († 1944)
- 26. März: André Prévost, französischer Tennisspieler († 1919)

- 20. April: Justinien de Clary, französischer Sportschütze († 1933)

- 05. Mai: Karl Lindholm, russischer Segler († 1917)

- 04. Juni: Roger de Barbarin, französischer Sportschütze († 1925)

- 31. August: Alfred Grütter, Schweizer Sportschütze († 1937)

- 07. September: Jacques Sautereau, französischer Krocketspieler († 1936)
- 13. Oktober: Montagu Allan, kanadischer Bankier, Schiffseigner und Sportförderer († 1951)
- 16. Oktober: Étienne van Zuylen van Nyevelt, belgischer Reiter († 1934)

- 24. November: William Marsden, britischer Sportschütze († 1942)

- 09. Dezember: Adelaide Boddam-Whetham, britische Bogenschützin († 1954)
- 10. Dezember: Kanō Jigorō, japanischer Begründer der Kampfkunst Judo († 1938)

- 1860/1861: Elizabeth Alice Hawkins-Whitshed, irische Bergsteigerin, Photographin und Schriftstellerin († 1934)

## Gestorben
- 23. April: Franz Xaver Krenkl, bayrischer Rennstallbesitzer und Pferdehändler (* 1780)